# Agrotis instructa
Agrotis instructa är en fjärilsart som beskrevs av Walker 1857. Agrotis instructa ingår i släktet Agrotis och familjen nattflyn. Inga underarter finns listade i Catalogue of Life.